# Closterellus
Closterellus är ett släkte av fjärilar. Closterellus ingår i familjen tandspinnare.
Kladogram enligt Catalogue of Life:
| Closterellus | \| \| Closterellus dorsalis \| \| \| \| |
|              | \| \| Closterellus dorsalis \| \| \| \| |
|              | Closterellus dorsalis                   |
|              |                                         |